# Cal Ferrer (l'Arboç)
Cal Ferrer és una casa de l'Arboç (Baix Penedès) inclosa a l'Inventari del Patrimoni Arquitectònic de Catalunya.

## Descripció
L'edifici presenta tres plantes separades per cornises. Els baixos tenen una porta de llinda, a la dreta un petit balcó i a l'esquerra la porta de l'escala que accedeix al pis principal. Aquest presenta un balcó amb portalada de mig punt i barana de ferro. El tercer pis presenta també un balcó, però de dimensions més reduïdes. La façana és decorada amb relleus vegetals i geomètrics.